# ميجا مان (سلسلة أصلية)
ميجا مان (بالإنجليزية: Mega Man)‏، وتسمى في النسخة اليابانية روكمان (باليابانية: ロックマン)، هي سلسلة ألعاب أصلية، أنتجتها ونشرتها شركة كابكوم اليابانية، حيث صدر الجزء الأول سنة 1987 باسم ميجا مان، وصدرت آخر الإصدارات الرئيسية تحت مسمى ستريت فايتر إكس ميجا مان يوم 17 ديسمبر 2012.